# Léguevin

Léguevin este o comună în departamentul Haute-Garonne din sudul Franței. În 2009 avea o populație de 8.405 de locuitori.

## Evoluția populației
| An        | 1975  | 1982  | 1990  | 1999  | 2006  | 2009  |
| --------- | ----- | ----- | ----- | ----- | ----- | ----- |
| Populație | 2.091 | 2.764 | 4.217 | 6.172 | 7.483 | 8.405 |

## Monumente

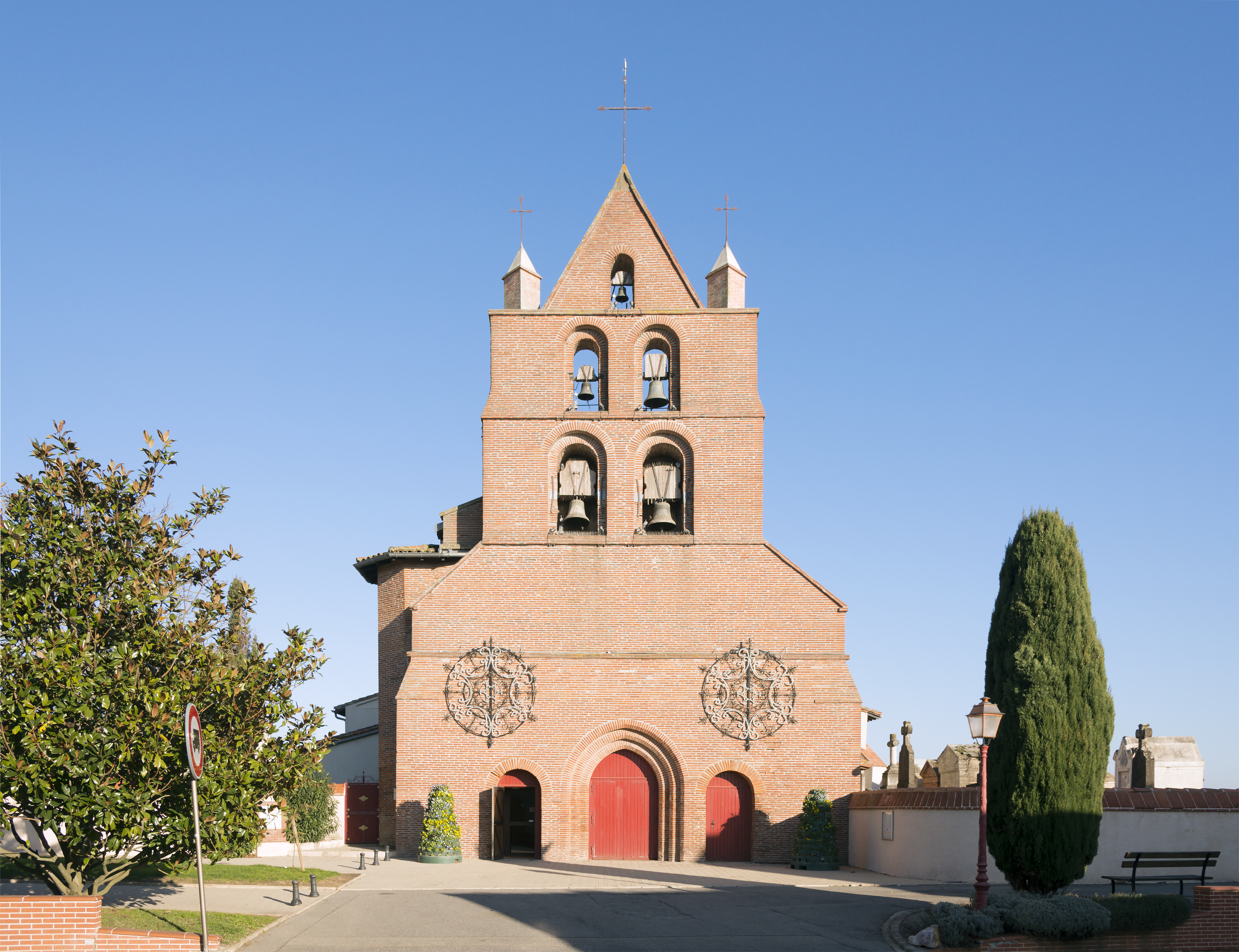
Biserica.
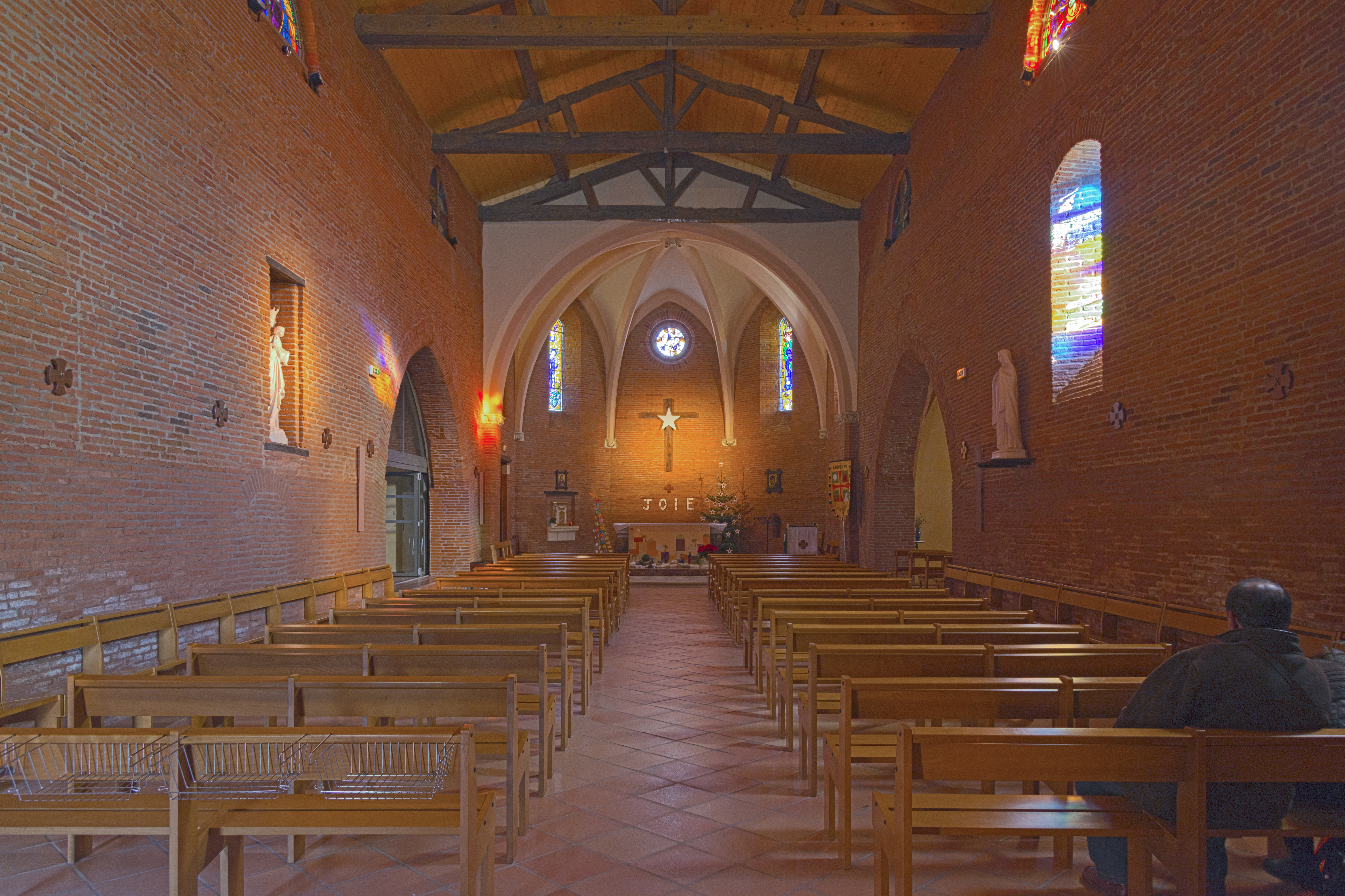
Naos.
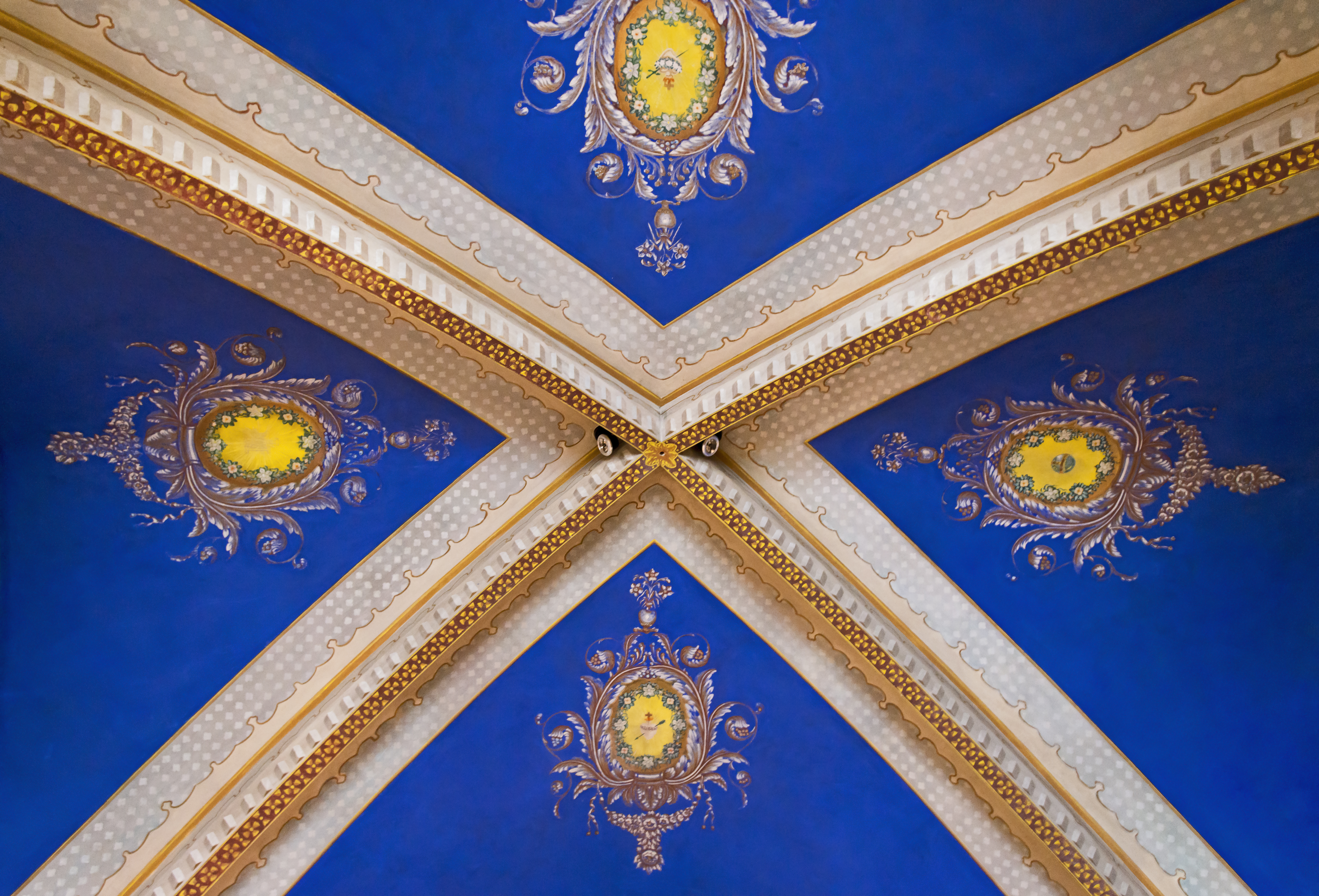
Acoperisul bisericii.
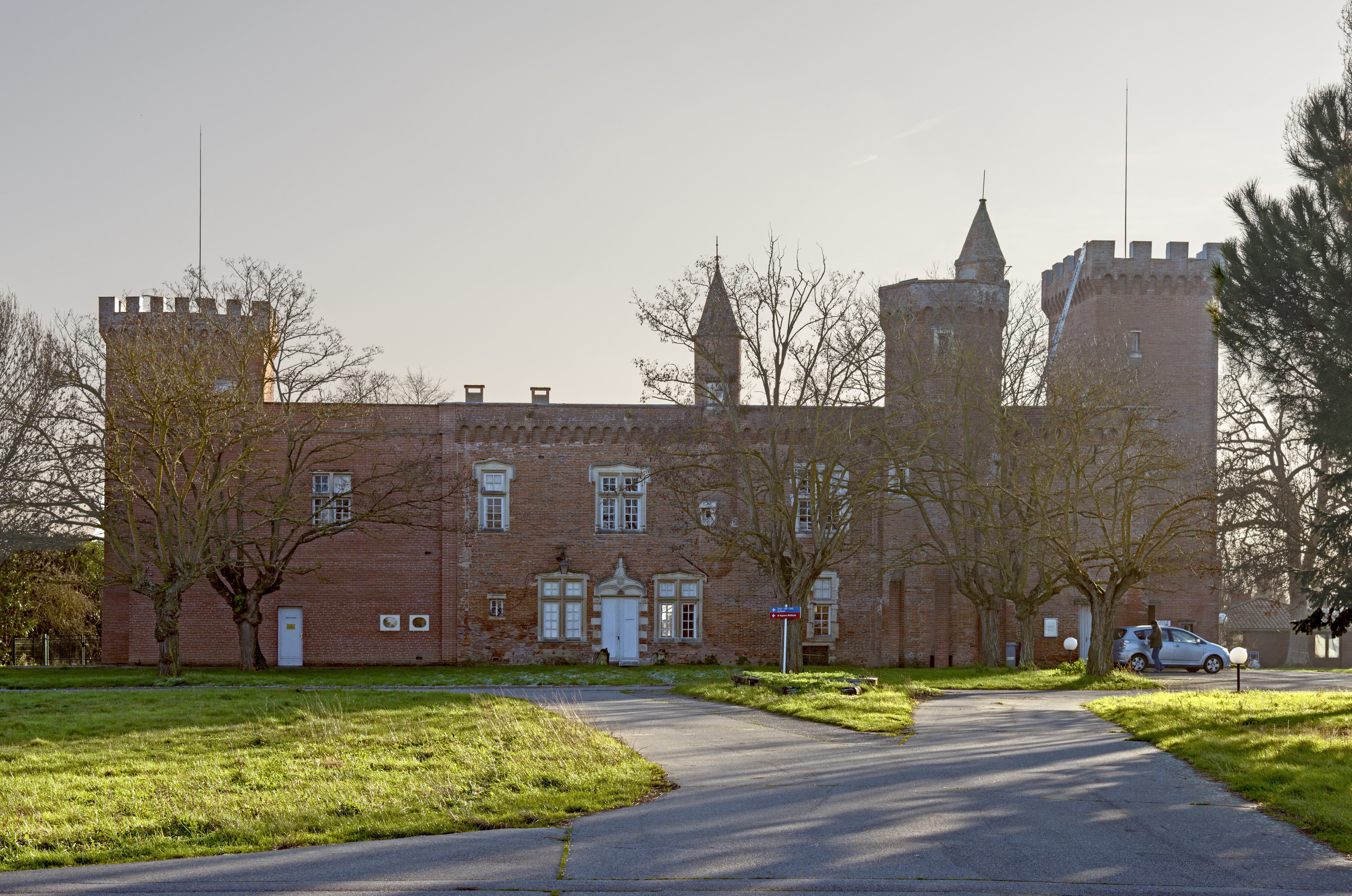
Castelul.
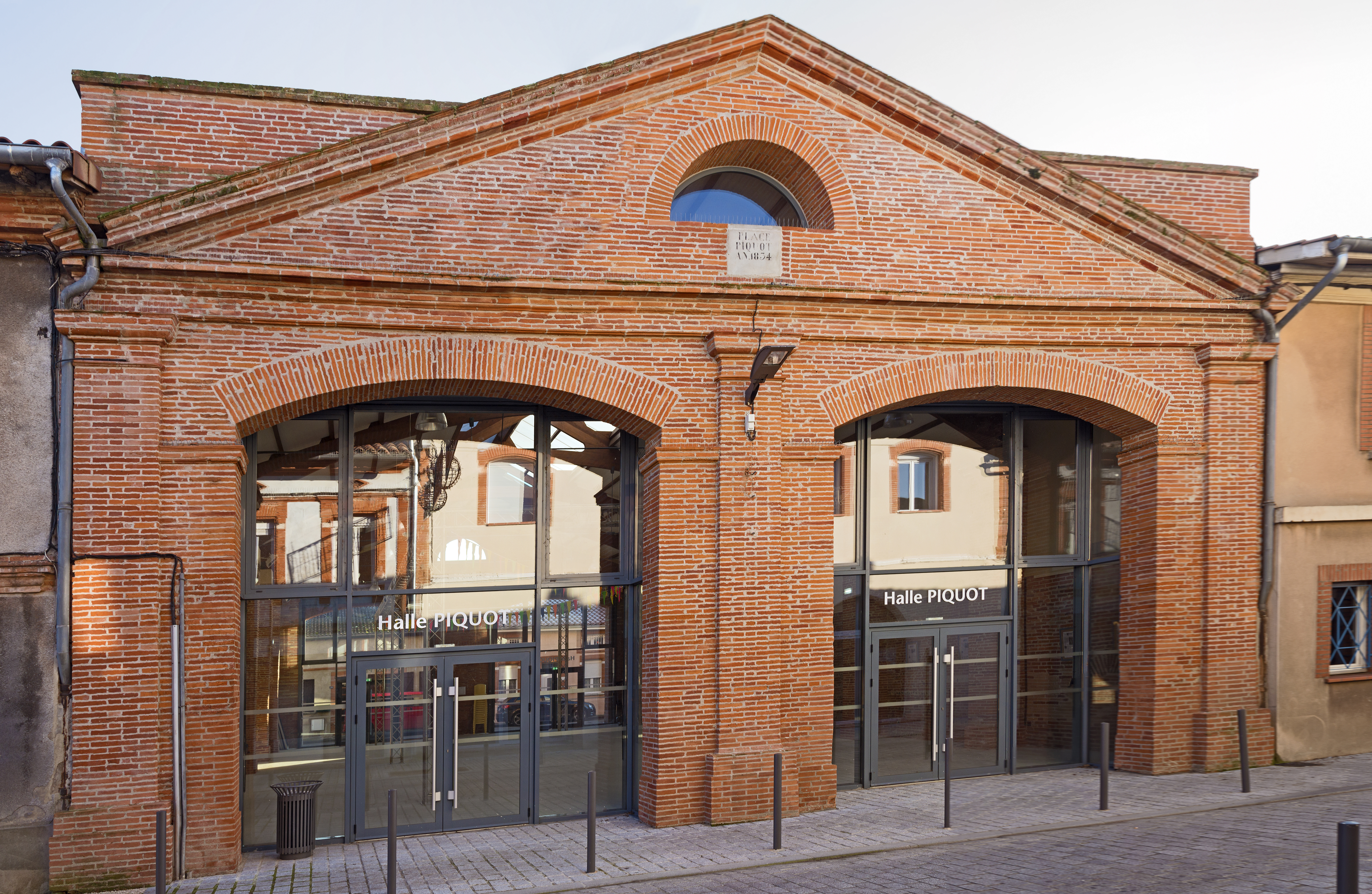
Piața acoperită.
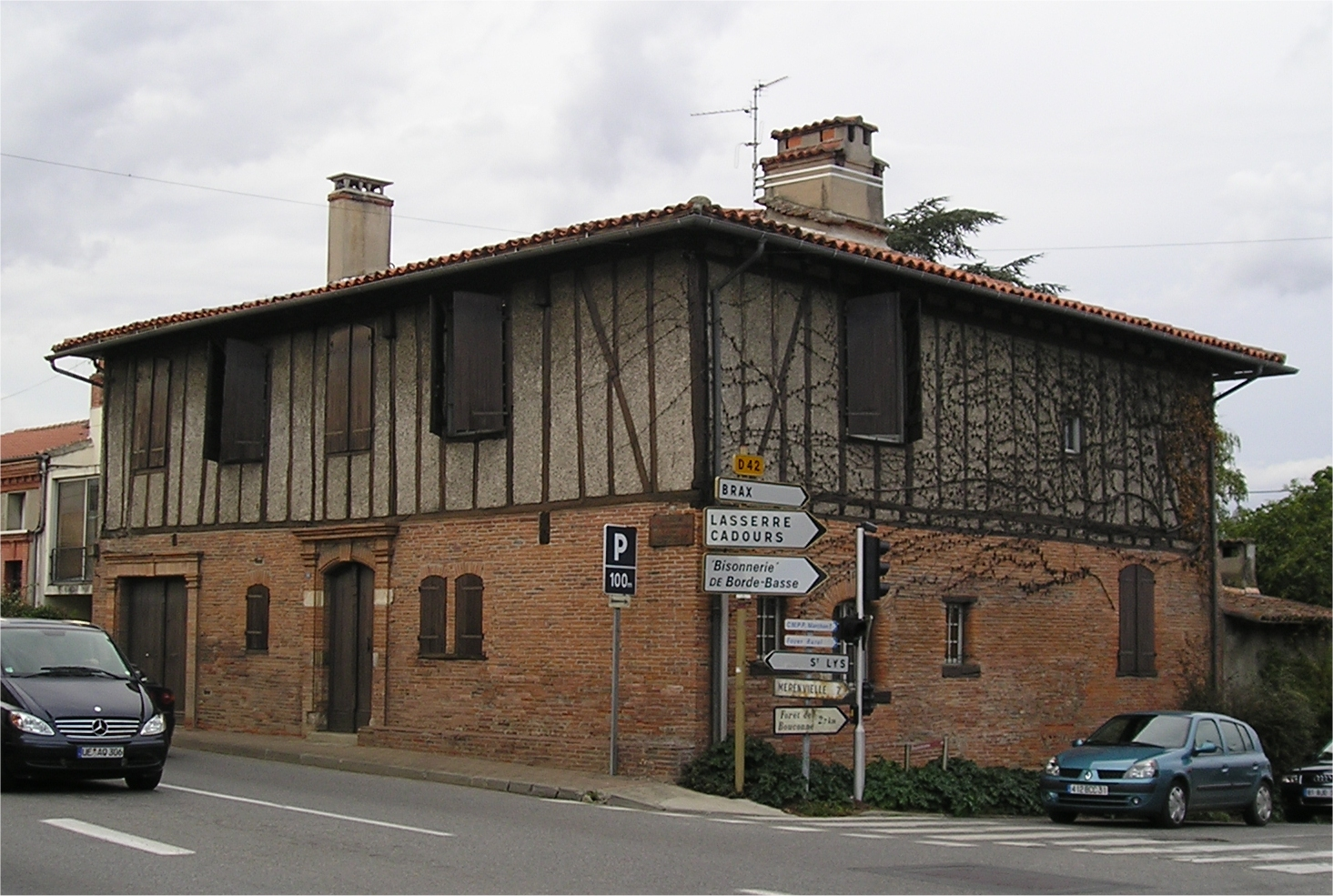
Fostul han.